# سعید رابعی
سعید رابعی (۱۳۷۹-۱۳۳۳)، گوینده رادیو اهل ایران

## زندگی‌نامه
سعید رابعی در ۲۴ تیر سال ۱۳۳۳ در آبادان متولد شد. در اسفند ماه سال ۱۳۴۹ و در رادیو نفت ملی آبادان کار خود را ب عنوان گوینده آغاز کرد. وی در آبادان به تهیه و اجرای برنامه‌های مختلفی پرداخت از آن جمله می‌توان به برنامه‌های زیر اشاره کرد. آغازی بر امروز، گشت و گذار هفته، گفتار نوروزی و بسیاری برنامه‌های دیگر نام برد. در این برنامه‌ها وی با گویندگانی چون مالک جرموز، شهلا صامت، ابراهیم یزدانی و بسیاری دیگر از گویندگان رادیو نفت همکاری داشت.
همکاری وی با رادیو نفت تا سال ۱۳۵۹ و آغاز جنگ با عراق ادامه داشت. با شدت گرفتن جنگ و مهاجرت اجباری ساکنان شهرهای جنوبی خوزستان، وی راهی خرم‌آباد شد و در رادیو مرکز خرم‌آباد به فعالیت‌های خود ادامه داد. در آن زمان رادیو خرم‌آباد تولیدات محدودی داشت و وی باتفاق تعدادی از همکاران خود به گترش فعالیت‌ها و ساعات برنامه‌های تولیدی این رادیو پرداخت؛ و به اجرای برنامه‌های مختلفی از جمله شکوفه‌های آزادی، جنگ هجرت مقاومت و… مشغول شد. همکاری رابعی با مرکز خرم‌آباد تا سال ۱۳۶۰ ادامه داشت و از این سال به بعد به تهران آمد و در شبکه سراسری رادیو به فعالیت خود ادامه داد؛ همچنین به اجرای برنامه‌هایی در تلویزیون پرداخت. برنامه هنر و اندیشه که در فاصله سالهای ۱۳۷۲ الی ۱۳۷۷ از شبکه دو تلویزیون پخش می‌شد از آن جمله بود. اما کتر وی بیشتر در رادیو تمرکز داشت و اغلب به اجرای برنامه‌های فرهنگی و ادبی می‌پرداخت و بعدها در پی تفکیک شبکه‌های رادیویی به شبکه سراسری فرهنگ رفت و در آنجا به کار خود ادامه داد.
برخی از برنامه‌های از در این دوره عبارت بودند از: زمزمه‌های عارفانه، کوچندگان، هفت اقلیم، هفت اورنگ، گلگشت و بسیاری برنامه‌های دیگر. وی همچنین در زمینه فن بیان در گویندگی و رابطه گویندگی رادیو با هنر تحقیقات گسترده‌ای انجام داد و جزوات متعددی نگاشته است.
وی در ۲۴ تیر ماه سال ۱۳۷۹ در تهران به علت ابتلا به سرطان درگذشت و در قطعه هنرمندان بهشت زهرا به خاک سپرده شد.